# Дом Якоби
Дом Якоби (Дом Якоби — Рихтера) — дом в районе Арбат Центрального административного округа города Москвы, расположенный по адресу Большая Никитская улица, д. 3, является памятником московского классицизма.

## История
Первое упоминание о доме относится к 1802 году, однако, возможно, дом построен частично на основании ранее существовавшего дома, предположительно, принадлежавшего боярам Романовым. Владельцами дома в начале XIX века были купцы первой гильдии Якоби, затем дом был куплен архитектором Рихтером, который провел реконструкцию здания. В первоначальном плане дом имел портик с колоннами, который был демонтирован к 1908 году, существовавший вначале проезд во двор был перестроен под вход в 1850 году Также реконструкция коснулась окон первого этажа, которые были расширены в 1878 году. Остатки булыжной мостовой и конструктивные элементы проездной арки были обнаружены при ремонте здания.
Здание изначально функционировало как доходный дом. Якоби сдавал квартиры профессорам расположенного рядом Московского университета, сдачу квартир внаем продолжил и Рихтер.
После Великой Отечественной войны здание было передано Московскому государственному университету. В здании было расположено одного из отделений университетской библиотеки. В настоящее время в здании расположен Факультет искусств Московского государственного университета им. М. В. Ломоносова.